# Arte aborigen australiano

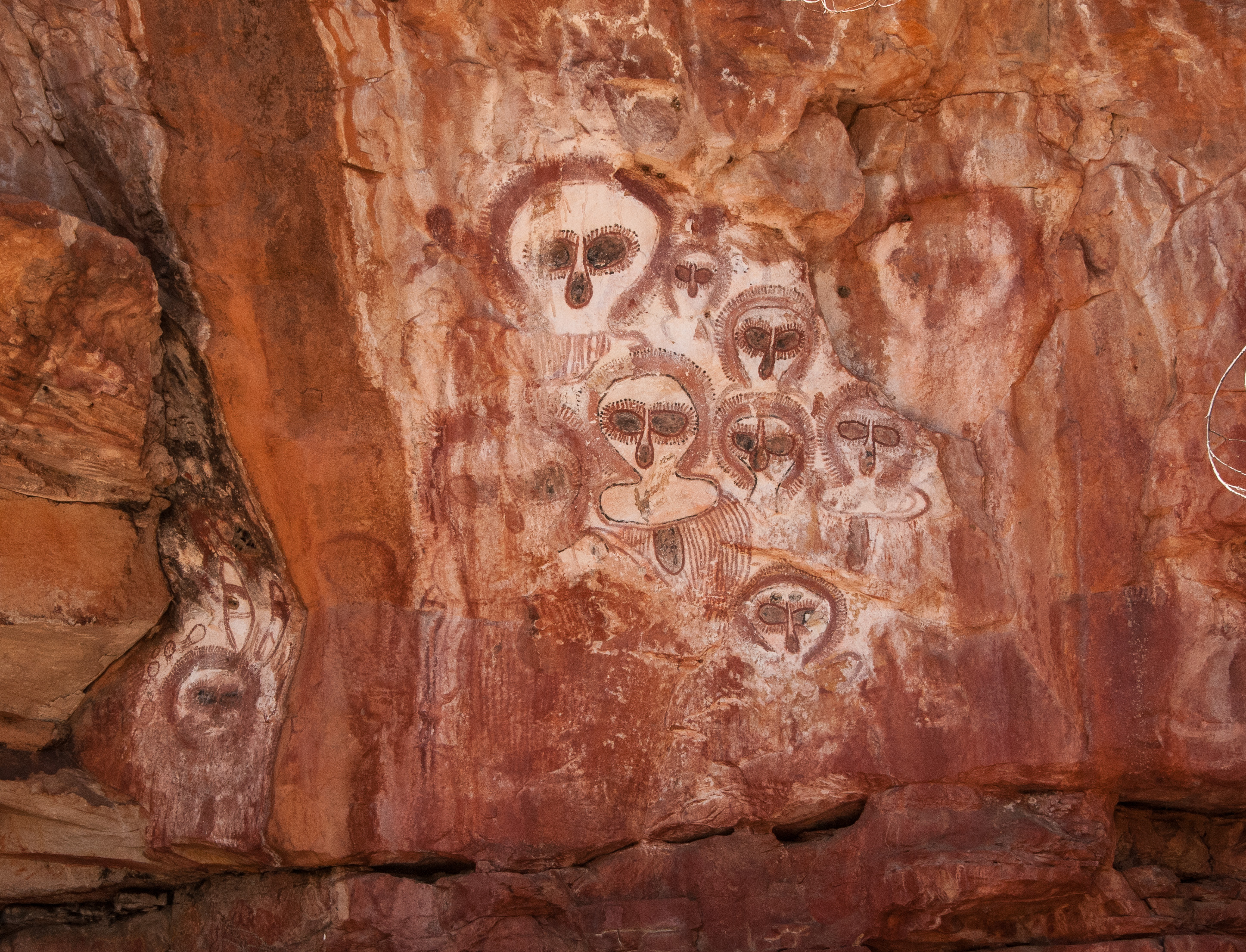
Pictografías aborígenes en Wunnumurra Gorge, Barnett River, Kimberley (Australia Occidental)

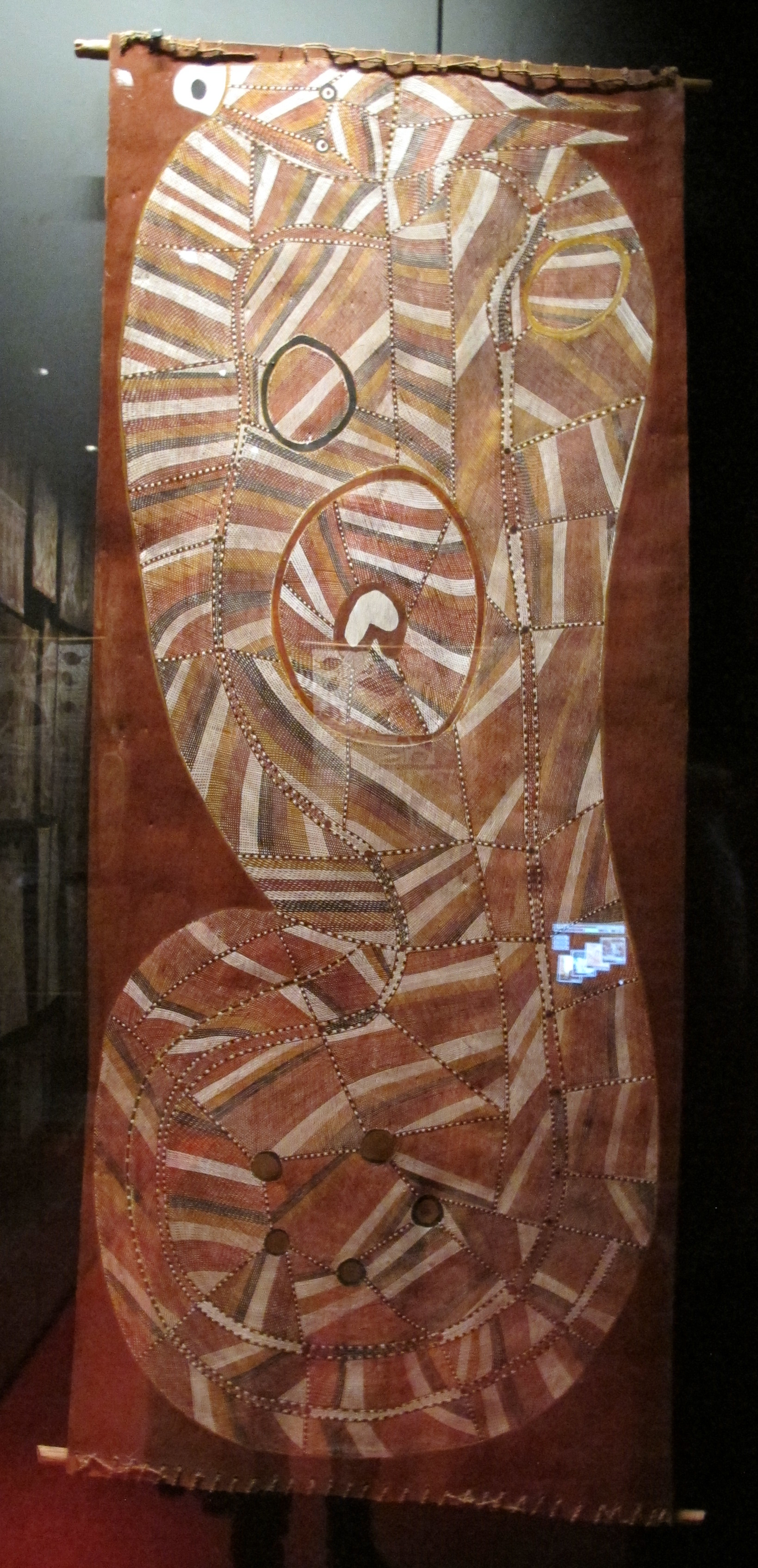
Serpiente arcoíris por John Mawurndjul, 1991

El arte aborigen australiano o arte aborigen de Australia es el arte producido por los pueblos aborígenes australianos o por la colaboración entre aborígenes australianos y otros. Incluye obras realizadas en una amplia gama de medios, como la pintura en hojas, talla de madera, talla de piedra, escultura, ropa ceremonial y pintura de arena. Este artículo abarca el arte aborigen anterior a la colonización europea, así como el arte aborigen australiano contemporáneo. Ambos periodos fueron estudiados durante los últimos años, resultando en un mayor reconocimiento internacional.

## Arte aborigen tradicional

### Pintura de puntos
La pintura de puntos incluye el uso de varios colores, tales como el amarillo (el Sol), marrón (el suelo), rojo (arena del desierto) y blanco (las nubes y el cielo). Estos son colores tradicionales para los aborígenes. La pintura de puntos puede realizarse sobre cualquier tipo de material, aunque tradicionalmente los aborígenes solían pintar en las rocas, en cuevas, etc. Por lo general, los aborígenes australianos pintaron la naturaleza, incluyendo animales, lagos y, por supuesto, el tiempo del sueño. Solían pintar cuentos y leyendas que formaban parte de su religión.

### Arte rupestre

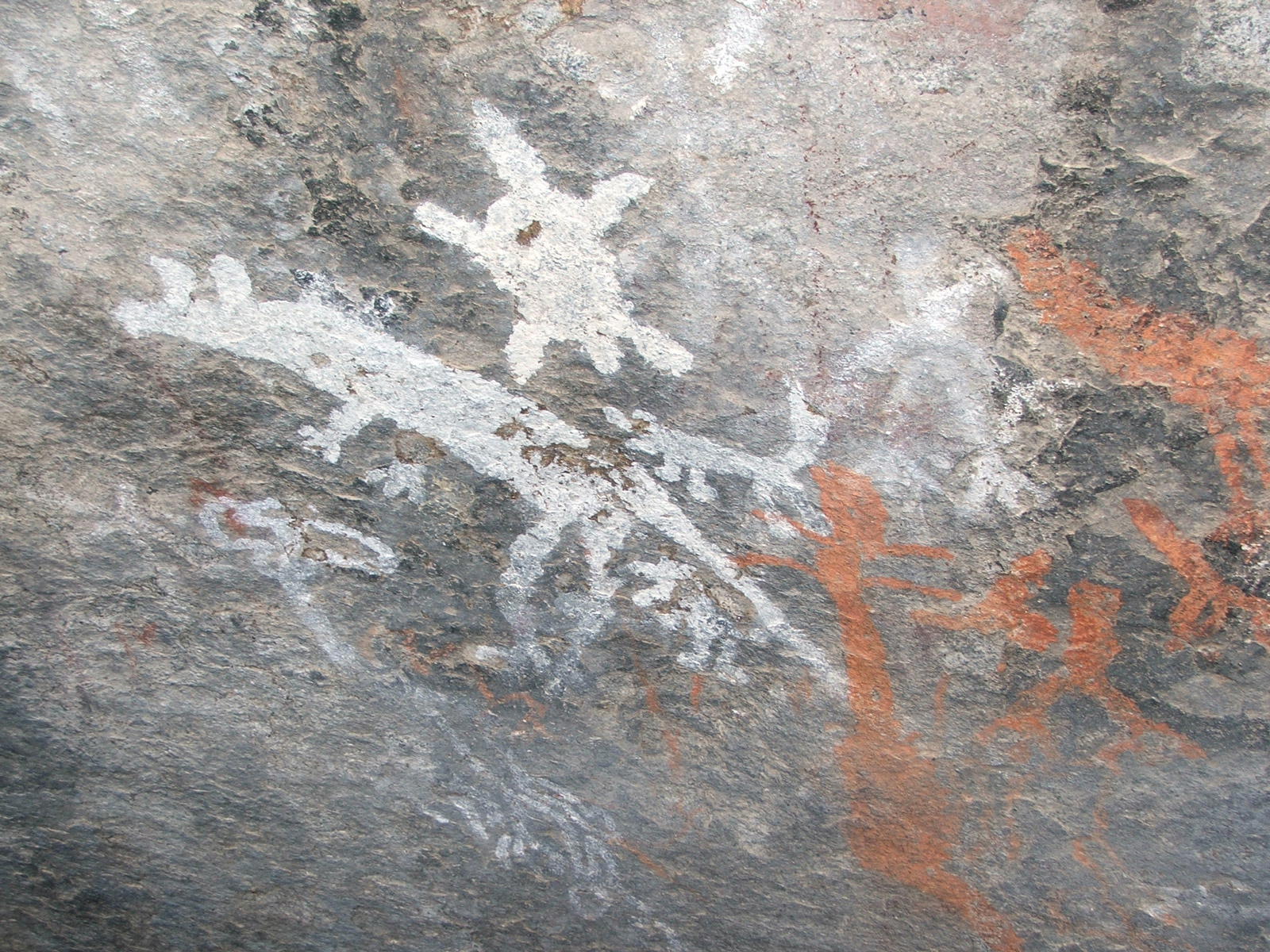
Arte rupestres en el Parque nacional Namadgi incluye un canguro, dingos, echidnas o tortugas, tótems y cuentos creados utilizando pintura de puntos.

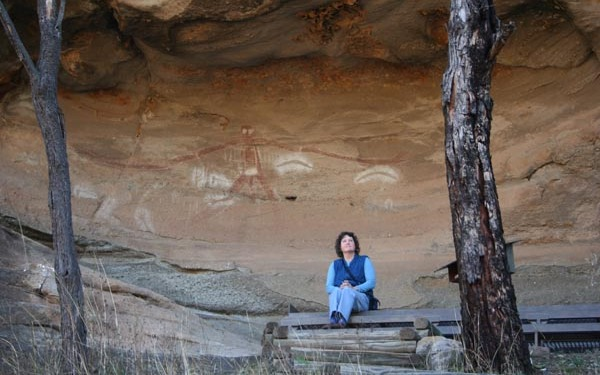
Esta foto muestra una pintura de Baiame hecha por un artista desconocido en Wiradjuri "cueva de Baiame", cerca de Singleton, NSW. Observe la longitud de sus brazos que se extienden a los dos árboles en ambos lados.

El arte rupestre, incluido la pintura, el grabado y la escultura, puede ser encontrado en sitios distribuidos a lo largo de Australia. Pinturas rupestres aparecen en cuevas en la región de Kimberley (Australia Occidental) donde son conocidas como Bradshaws. Llevan el nombre de Joseph Bradshaw, quien fue el primer europeo en describirlas en 1891; la población aborigen de la región las conoce como Gwion Gwion.[cita requerida] Otros sitios con pinturas rupestres son Laura (Queensland), Ubirr en el Parque nacional Kakadu, Uluru, y Carnarvon Gorge.
El arte rupestre aborigen existe desde hace mucho tiempo, y se estima que los ejemplos más antiguos, ubicados en la región de Pilbara en Australia Occidental y el distrito de Olary en Australia del Sur, tienen una edad de unos 40.000 años. Se descubrieron ejemplos de los que se cree que puedan representar megafauna extinta, como Genyornis, así como acontecimientos históricos más recientes, como la llegada de los barcos europeos.

### Pintura en corteza
Las pinturas en corteza son consideradas obras de arte, y las mejores obras se venden a precios elevados en los mercados internacionales de arte. Los mejores artistas contemporáneos son reconocidos anualmente con la otorgación del Premio Nacional Aborigen & Isleño del Estrecho de Torres (en inglés: National Aboriginal & Torres Strait Islander Art Award).

### Paisajes aéreas del desierto
Desde tiempos antiguos, la cultura aborigen de Australia produce un género de pintura del paisaje aéreo, a menudo llamado simplemente "country" ("país"). Es un tipo de mapa o vista aérea del paisaje del desierto, a menudo creado para contar un cuento tradicional del soñar. En el pasado lejano, estas obras se realizaron sobre medios como rocas, arena o pintura corporal; hoy en día la tradición continúa en la forma de dibujos en colores de base líquida sobre lienzo (véase también: Papunya Tula y la "pintura de puntos").

### Grabados rupestres
Hay muchos métodos para crear grabados rupestres, lo que depende en parte del tipo de roca utilizado. Entre los grabados rupestres más famosos de Australia se incluye los de Murujuga en Australia Occidental, los grabados rupestres de Sídney alrededor de Sídney en Nueva Gales del Sur, y el arte rupestre de Panaramitee en Australia Central. Los grabados de Sídney –representando a animales tallados y seres humanos– tienen un estilo singular que no fue encontrado en otro sitios en Australia.
El arte rupestre de Murujuga es conocido como la mayor colección de petroglifos del mundo e incluye respresentaciones de animales extintos, como el lobo marsupial. El arte rupestre australiano incluye obras anteriores a la última edad de hielo hasta la época de la colonización europea.

### Arreglos de piedra
Los arreglos de piedra en Australia varían desde los círculos de 50 m de diámetro de Victoria, con piedras de 1 metro firmemente clavadas en el suelo, hasta arreglos de piedra menores que se encuentran a lo largo de Australia, tales como los de Yirrkala con representaciones precisas de los praos utilizados por los pescadores de trepang de Macasar.  Su propósito no está claro; se ha sugerido conexión con rituales religiosos, posiblemente asociados a  a cuerpos celestes.

### Tallas y escultura
- Conchas talladas - Riji.
- Mimih (o Mimi) - pequeñas tallas antropomorfas de criaturas mitológicas parecidas a imps. Los mimihs son tan delicados que nunca se aventuran a salir en días de viento para evitar que sean arrastrados como hojas caídas. Se dice de sus cuellos son tan delgados que una ligera brisa podría romper sus cabezas. Si son abordados por seres humanos, correrán en una grieta en la roca; y si no hay grietas, las rocas mismas se abrirán para el Mimih y se cerrarán detrás de él.
- Collares y otros joyas, como los de los aborígenes de Tasmania.

### Cestería y hilorama
- Cestería- véase Artesanía de fibras de los aborígenes australianos

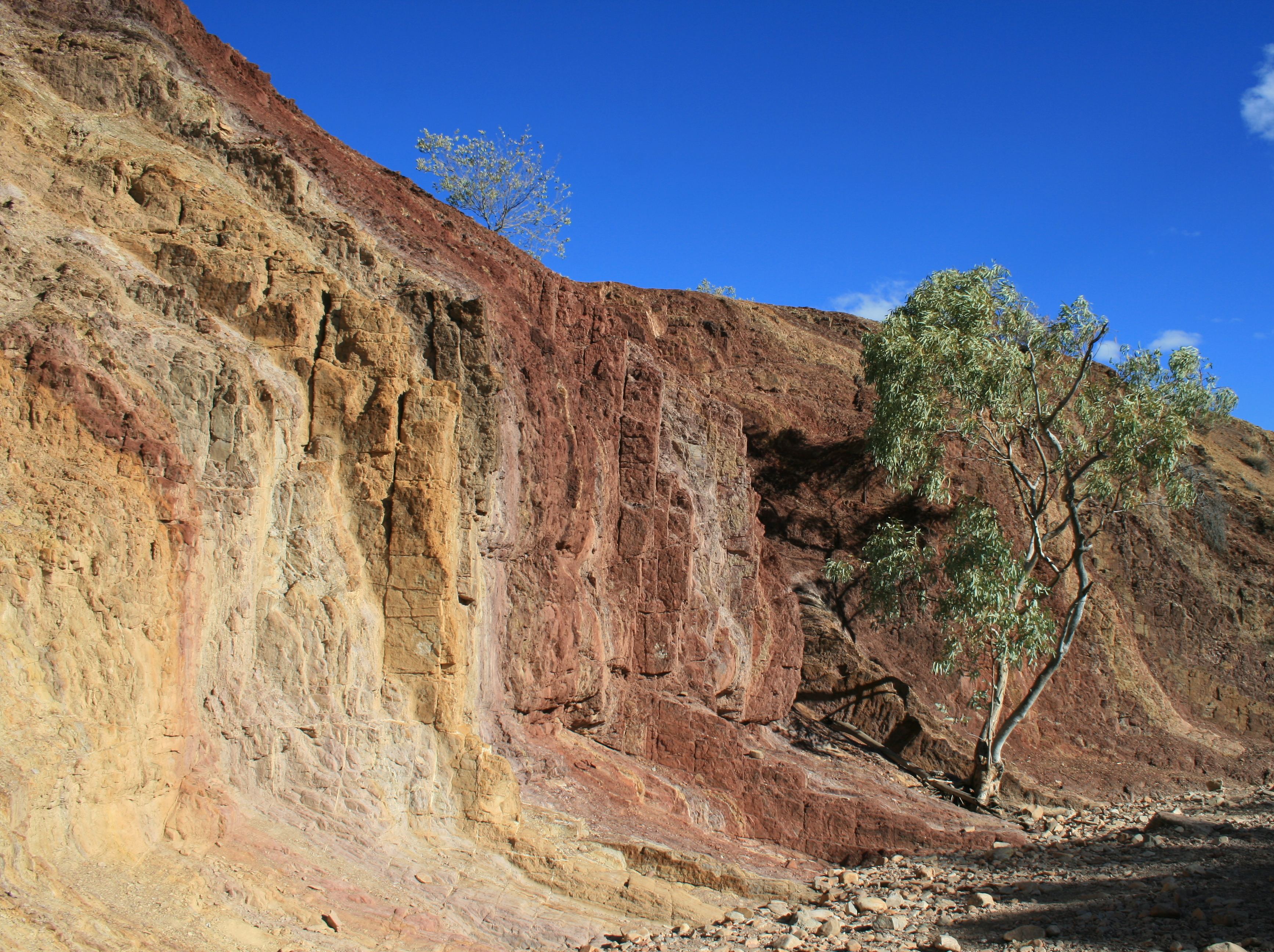
Canteras de ocre en el centro de Australia, donde se obtuvo un número de pigmentos de tierra arcilla.

## Símbolos
Algunos símbolos utilizados en el mundo del arte aborigen moderno tienen el mismo significado en todas las regiones de Australia, aunque el significado de estos símbolos puede cambiar en el contexto de la pintura.
Otros símbolos pueden parecer similares en su forma monocromática, pero tienen un significado diferente dependiendo de la tribu aborigen que los utiliza. Por ejemplo los círculos dentro de círculos –representados sea de forma aislada, sea esparsamente o en concentraciones mayores– pueden representar una fogata, árbol, colina, agujero excavado, pozo o manantial. El significado del símbolo se vuelve más claro por el uso de colores, como el agua que se representa en azul o negro.
Muchas pinturas de artistas aborígenes, como las que representan una "historia del tiempo del sueño", tienen una perspectiva aérea. La narración sigue la topografía del terreno tal como fue creado por los ancestros en su jornada o durante la creación de la obra. La versión moderna es una reinterpretación de las canciones, ceremonias, arte rupestre y arte corporal que fueron la norma durante miles de años.
Para la interpretación de los símbolos es necesario que se tome en cuenta el contexto de la pintura, la región de origen del artista, la historia detrás de la pintura, y el estilo de la pintura; en algunas de las obras contemporáneas los colores forman pistas adicionales, como los círculos de color azul que representan agua.

### Aspectos culturales y religiosos del arte aborigen

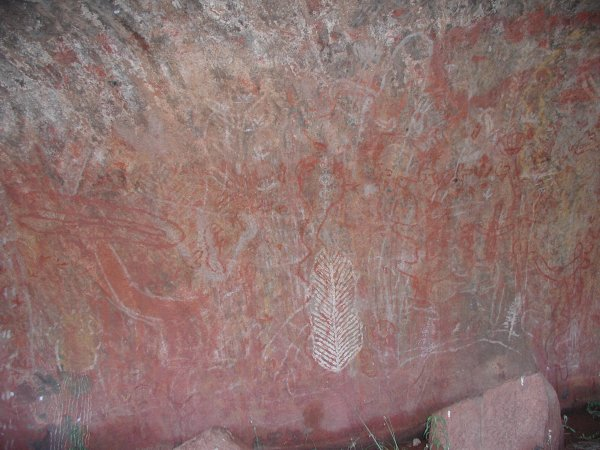
Arte aborigen en Uluru.

El arte aborigen tradicional casi siempre tiene un trasfondo mitológico vinculado al tiempo del sueño de los aborígenes australianos. Wenten Rubuntja, un pintor de paisajes aborigen afirma que es difícil de encontrar arte aborigen que no tenga un significado espiritual;

«No importa qué tipo de pintura hagamos en este país, siempre pertenece al pueblo, al pueblo entero. Esto es religión, trabajo, cultura. Todo es tiempo del soñar. Hay dos formas de pintura. Ambas formas son importantes, porque es la cultura.» - Fuente: The Weekend Australian Magazine, abril de 2002

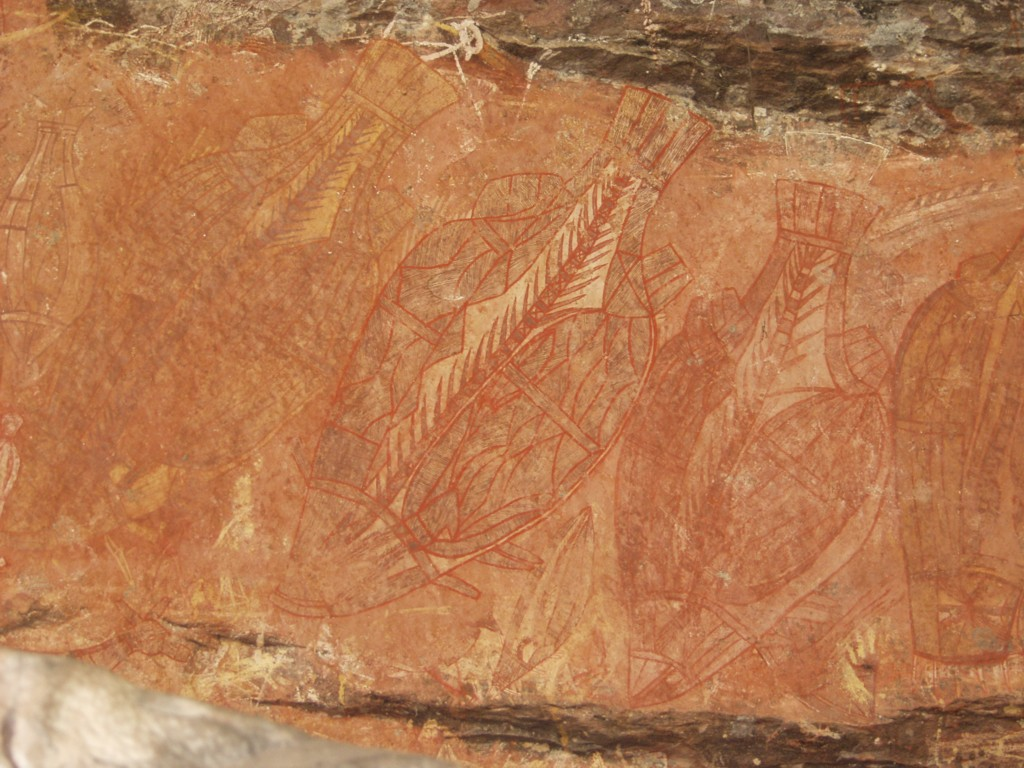
Arte aborigen que representa peces barramundi.

La narración de historias y las representaciones totémicas ocupan un lugar importante en todas las formas de arte aborigen. Asimismo la forma femenina, sobre todo la matriz femenina expresada en el estilo de los rayos X, ocupa un lugar destacado en algunos sitios famosos de la Tierra de Arnhem en el Territorio del Norte.

### Grafiti y otras influencias destructivas
Muchos sitios con pinturas rupestres aborígenes de importancia cultural han sido profanados, dañados y destruidos por la invasión de los primeros colonos y los visitantes contemporáneos. Esto incluye la destrucción del arte en proyectos de construcción, la erosión causada por el contacto excesivo con las pinturas, y el grafiti moderno. Muchos sitios que hoy en día forman parte de los Parques nacionales tienen que ser vigilados por los guardaparques, o cerrados al público.

## Arte aborigen contemporáneo

### Artistas aborígenes modernos

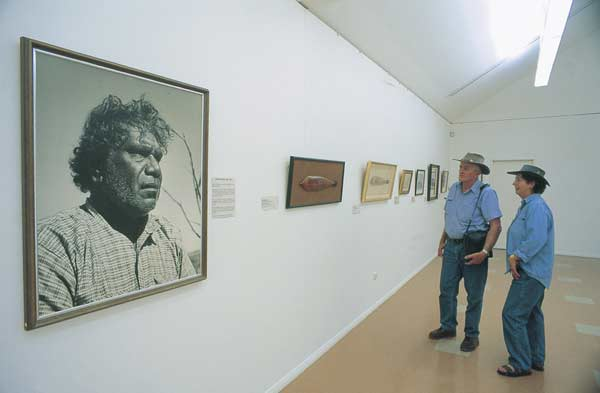
Foto de Albert Namatjira en la Galería Albert Namatjira del recinto cultural de Alice Springs.

En 1934 el pintor australiano Rex Batterbee enseñó el estilo occidental de la pintura paisajística en acuarela al artista aborigen Albert Namatjira, junto con otros artistas aborígenes en la misión de Hermannsburg en el Territorio del Norte. Se convirtió en un estilo popular, conocido como la Escuela de Hermannsburg, y las exposiciones en Melbourne, Adelaida y otras ciudades australianas fueron un gran éxito. Como resultado de su fama como artista, Namatjira fue el primer aborigen australiano en recibir derechos civiles, incluso el derecho de votar.
En 1966, uno de los diseños de David Malangi fue reproducido en el billete de un dólar australiano, originalmente sin su conocimiento. El posterior pago de los derechos al artista por parte del Banco Central marcó el primer caso aborigen de derechos de autor en la historia de la ley de Australia.
En 1988 se presentó el Memorial aborigen en la Galería Nacional de Australia (Canberra), una obra de arte conformada de 200 ataúdes de tronco hueco que son similares a los utilizados para las ceremonias mortuorias en la tierra de Arnhem. Fue creada con ocasión del Bicentenario de la colonización de Australia para conmemorar los aborígenes que fallecieron protegiendo sus tierras durante los conflictos con los colonos. La obra fue creada por 43 artistas aborígenes de Ramingining (Territorio del Norte) y las comunidades cercanas. El sendero que atraviesa el centro de la obra representa el río Glyde.
En ese mismo año, la nueva sede del parlamento en Canberra se abrió con un patio delantero que incluye un mosaico diseñado por Michael Nelson Tjakamarra.
Rover Thomas fue otro conocido artista aborigen australiano. Nacido en Australia Occidental, representó a Australia en el Bienal de Venecia de 1990. Alentó a pintar a otros artistas, ahora también conocidos, incluyendo Queenie McKenzie del este de Kimberley / región de Warmun, y tuvo una influencia significativa en las obras de Paddy Bedford y Freddy Timms.
A finales de 1980 y principios de 1990 se hizo muy popular la obra de Emily Kngwarreye de la comunidad Utopía en el noreste de Alice Springs. A pesar de que había estado involucrada en obras de artesanía durante la mayor parte de su vida, fue sólo cuando estaba en sus 80 años que fue reconocida como pintor. Sus obras incluye Creación de la Tierra. Su estilo, que cambió cada año, es considerado una mezcla de influencias aborigen tradicional y australiano contemporáneo. Su creciente popularidad precedió a la de muchas otras artistas aborígenes del centro, norte y oeste de Australia, tales como la sobrina de Kngwarreye, Kathleen Petyarre, Minnie Pwerle, Dorothy Napangardi, Jeannie Petyarre y decenas de otras cuyas obras fueron muy codiciadas. La popularidad de estas artistas, a menudo de edad avanzada, y la presión resultante sobre su salud, se convirtió en una preocupación y algunos centros de arte decidieron dejar la venta en línea de las pinturas de estos artistas, y en su lugar crearon una lista de espera para compradores interesados.
A pesar de las preocupaciones sobre oferta y demanda de pinturas, la lejanía de muchos de los artistas, y los problemas de pobreza y salud en las comunidades, existen estimaciones de que se trate de una industria creciente con un valor de cerca de 500 millones de dólares australianos al año.

### Papunya Tula y la "pintura de puntos"
En 1971–1972, el profesor de arte Geoffrey Bardon alentó a los aborígenes de Papunya, al noroeste de Alice Springs, de poner sus sueños sobre el lienzo. Anteriormente, los cuentos del tiempo de sueño fueron dibujados en la arena del desierto, y ahora se les dio una forma más permanente. Tradicionalmente los dibujos de puntos fueron utilizados para cubrir las ceremonias secretas-sagradas.
Inicialmente los artistas de Tula lograron formar su propia empresa, Papunya Tula Artists Pty Ltd. Sin embargo, esto fue seguido por un periodo de desilusión cuando los artistas fueron criticados por miembros de sus propias comunidades por haber revelado demasiado de su herencia sagrada. Diseños secretos, limitados al contexto ritual de la comunidad, ahora fueron exhibidos en el mercado. Gran parte del arte aborigen que se ofrece en tiendas turísticas se remonta al estilo desarrollado en Papunya. El más famoso representante de este movimiento artístico fue Clifford Possum Tjapaltjarri. Johnny Warangkula también pertenece a este movimiento, y una pintura suya, titulada Water Dreaming at Kalipinya, se vendió a un precio récord de $486.500 en el año 2000.
La colección Papunya del Museo Nacional de Australia contiene más de 200 artefactos y pinturas, incluyendo ejemplos de pinturas de puntos de la década de 1970.

### Problemas

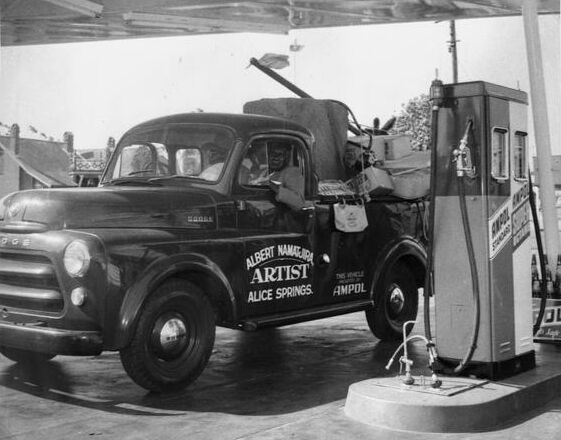
Albert Namatjira, reabastecimiento de combustible para un viaje a Alice Springs, en torno a 1948.

Se han dado casos de algunos comerciantes de arte abusivos (conocidos como carpetbaggers) que han tratado de aprovechar del éxito del arte aborigen. Desde la época de Geoffrey Bardon y en los primeros años del movimiento Papunya, surgieron preocupaciones acerca de la explotación de los artistas, en gran parte analfabetos y sin dominación del idioma inglés.
El sentimiento de ser víctimas de explotación fue uno de los principales motivos para establecer el movimiento Yuendumu, que floreció posteriormente:

«Muchos de los artistas que jugaron un papel crucial en la fundación del centro de arte eran conscientes del creciente interés por el arte aborigen durante los años 1970 y vieron con preocupación y curiosidad los acontecimientos dentro del movimiento de arte en Papunya entre las personas a las que estaban estrechamente relacionadas. También había un creciente mercado privado para el arte aborigen en Alice Springs. Las experiencias de los artistas relativo al mercado privado se caracterizaron por sentimientos de frustración y impotencia cuando los compradores se negaron a pagar precios que reflejaban el valor del Jukurrpa o mostraron poco interés en comprender la historia. El establecimiento de Warlukurlangu era una forma de asegurar que los artistas tenían algún control sobre la venta y distribución de sus pinturas.»
Warlukurlangu Artists Aboriginal Association

Otros casos de explotación incluyen:
- pintar para un "limón" (coche): «Los artistas han venido a mí con fotos de coches con números de teléfono móvil en la parte posterior. Se les pide de pintar 10-15 lienzos a cambio de un coche. Cuando materialicen las 'Toyotas', a menudo llegan con una rueda pinchada, sin repuestos, sin toma, sin combustible.» (Coslovich 2003)
- aprovecharse de un artista enfermo: «Incluso si llegan a la ciudad para recibir tratamiento médico, tal como el diálisis, el artista puede convertirse en una presa fácil para los comerciantes que congregan en Alice Springs y que quieran hacer una ganancia rápida» (op.cit.)
- perseguir un artista famoso: «La difunta (famosa) Emily Kngwarreye... fue continuamente perseguida por "carpetbaggers " hacia el final de su carrera y produjo una obra amplia, pero inconsistente.» De acuerdo a Sotheby: «Tomamos una de cada 20 pinturas suyas, y con ellas buscamos una procedencia que sea 100% segura.» (op.cit.)

En marzo de 2006, la ABC reportó que los movimientos de arte aborigen de Australia Occidental habían sido afectados por el fraude de arte. Hubo denuncias de condiciones de trabajo semejantes a las encontradas en maquiladoras, falsas obras por mochileros ingleses, precios excesivos, y artistas posando para fotografías de obras de arte que no eran los suyos. Un detective en el caso dijo afirmó:

"La gente claramente se está aprovechando...especialmente de los ancianos. Es decir, se trata de personas que no están educados, no han tenido mucho contacto con los blancos. No tienen conocimiento básico de la ley, ya sabes, ni incluso de la ley comercial. Obviamente no tienen un sentido de negocio real. Un dólar en realidad no tiene mucho significado para ellos, y creo que de tratar a cualquiera así es simplemente… es simplemente incorrecto en este país."(Fuente: Call for ACCC to investigate Aboriginal Art industry, ABC PM, 15 de marzo 2006.)

En agosto de 2006, a raíz de las preocupaciones planteadas por las prácticas poco éticas en el sector del arte aborigen, el Senado de Australia inició una investigación de los problemas en el sector. El Senado fue informado por el ministro de Arte del Territorio del Norte, Marion Scrymgour, de que los mochileros eran a menudo los verdaderos artistas de las obras de arte aborigen vendidas en las tiendas para turistas australianas:

"El material que llaman arte aborigen es casi exclusivamente la obra de farsantes, falsificadores y estafadores. Su trabajo se esconde detrás de falsas descripciones y diseños dudosas. La inmensa mayoría de las [obras] que se ven en las tiendas en el país entero, por no hablar de Darling, son falsos, puro y simple. Hay algunas pruebas anecdóticas, al menos aquí en Darwin, que han sido pintadas por los mochileros que trabajan en la producción de madera a escala industrial."

En el informe final de la investigación se formularon recomendaciones para cambios en la financiación y gobernanza del sector, incluyendo un código de conducta.

### Cooperativas y movimientos de arte aborigen
Los movimientos y cooperativas de arte aborigen fueron fundamentales para el surgimiento del arte aborigen de Australia. Mientras que muchos artistas occidentales tienen una capacitación formal y trabajan de manera individual, la mayoría del arte indígena contemporáneo se crea en grupos comunitarios y centros de arte.
Muchos de los centros manejan galerías de arte en línea donde los visitantes nacionales e internacionales pueden comprar obras directamente de las comunidades, sin la necesidad de pasar por un intermediario. Las cooperativas reflejan la diversidad del arte aborigen en Australia, desde la región noroeste, donde se suele utilizar el ocre; hacia el norte tropical, donde prevalece el uso de líneas cruzadas; hasta el estilo del arte Papunya de las cooperativas del desierto central. El arte se está convirtiendo en una importante fuente de ingresos para algunas de estas comunidades.

### Premios de arte

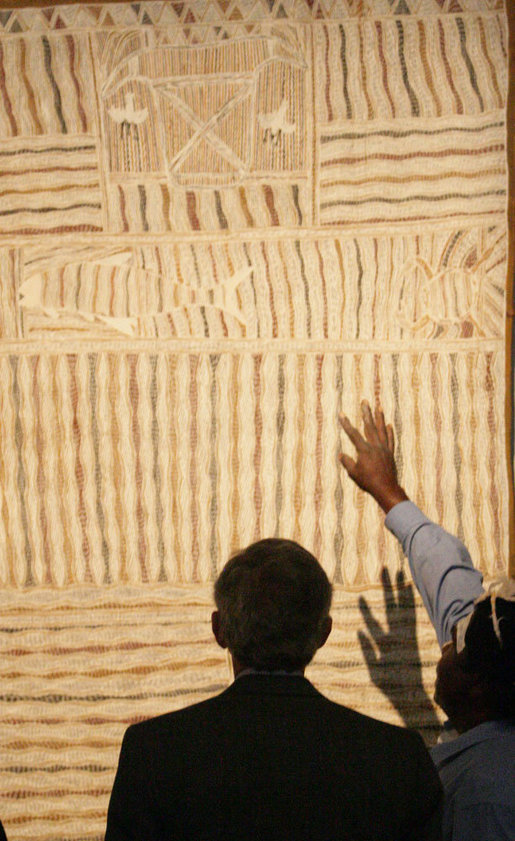
El presidente de los EE. UU. George W. Bush examina una pintura en corteza de Yirrkala en el Museo Marítimo Nacional Australiano en 2007.

Los ganadores de los Premios de las Artes Indígenas de Australia Occidental (en inglés: West Australian Indigenous Arts Awards) se anunciaron el 22 de agosto de 2013. De las más de 137 nominaciones de toda Australia, Churchill Cann ganó el premio para la Mejor pieza de Australia Occidental (A$ 10.000) y el artista del norte de Queensland, Brian Robinson, ganó el premio la Mejor obra general (en inglés: Best Overall prize) de A$ 50.000.

## Arte aborigen en museos internacionales
El Museo de Arte Aborigen Australiano "La grange" (en Neuchâtel, Suiza) es uno de los pocos museos de Europa que se dedica exclusivamente a este género de arte. Durante las exposiciones temporales, se exhiben obras de artistas de renombre internacional.
El Musée du Quai Branly en París, cuenta con una colección "Oceanía", que incluye obras de los artistas aborígenes australianos Lena Nyadbi, Paddy Nyunkuny Bedford, Judy Watson, Gulumbu Yunupingu, John Mawurndjul, Tommy Watson, Ningura Napurrula y Michael Riley.
Dos museos que únicamente exhiben arte aborigen australiano son el Museo de Arte Aborigen Contemporáneo (AMU), en Utrecht, Países Bajos, y la Kluge-Ruhe Aboriginal Art Collection de la Universidad de Virginia en los Estados Unidos.